# Ravine des Cafres
Pour l’article homonyme, voir Cafres (homonymie).
La ravine des Cafres est un petit fleuve de l'île de La Réunion. Généralement à sec, il s'écoule vers le sud-ouest en formant dans un premier temps la frontière entre le territoire de la commune de Saint-Pierre et celui du Tampon puis en traversant seulement Saint-Pierre. Il se jette à la mer au sud-est du site où s'est développé le quartier de Terre Sainte.